# Tytthoscincus sibuensis
Tytthoscincus sibuensis es una especie de escincomorfos de la familia Scincidae.

## Distribución geográfica yhábitat
Es endémica de la isla Sibu, en el archipiélago de Seribuat (Malasia Peninsular). Su rango altitudinal oscila alrededor de 0 m s. n. m..